# 安里勇哉
安里 勇哉（あさと ゆうや、1987年12月4日 - ）は、日本の俳優、タレント。俳優ユニット・TOKYO流星群のメンバー。愛称はあさてぃー、あんり。

## 人物
身長180cm、B85 W76 H91、靴のサイズは27cm。特技はサッカー・三線・ビリヤード・ダーツ。
高校卒業後に通っていた予備校を辞めて上京。知人のイベント会社社長の紹介により、2011年1月より現事務所に所属する。2012年3月、TOKYO流星群の結成メンバーとなる。
好きな食べ物は甘口のカレー・うなぎ・シナモントースト。
得意料理はだし巻き玉子とオムライス。
猫舌である。
子供や動物が大好きで、ホラーや虫が苦手。

## 出演
太字は主演。メインキャストは斜体表記。

### 舞台
2011年
- ニコニコミュージカル第5弾「DEAR BOYS -Double Revenge-」（4月30日 - 5月8日、THEATRE1010）- 玉置直也 役
- bambooプロデュース公演 舞台「in the blue」（8月16日 - 22日、スペース107）- 森生 役
- Be With プロデュース VOL.19 舞台「ANGEL EYES 真っ直ぐにススメ。」（10月13日 - 16日、シアターグリーン BOX in BOX THEATER）- ワード 役
- 朗読劇「ゴミスイッチ〜わたしと世界をつないだひとつのバッグの物語〜」（12月17日、ザ☆キッチンNAKANO）- セイジ 役

2012年
- 劇団スーパー・エキセントリック・シアター タイツマンズ・バラ組LIVE「シュワッチ!」～目指すはタイツの王子様～（3月14日 - 22日、赤坂RED/THEATER）- 石田成治 役
- abc★赤坂ボーイズキャバレー 3回表!〜自分に喝を入れて勝つ!〜（8月21日 - 26日、赤坂ACTシアター／8月31日 - 9月2日、シアターBRAVA!）- 与那城守 役
- ～ビジュアルボーイ 10周年記念イベント～シェイクスピア・朗毒パフォーマンス「ベースボーーール ハムレット!」（11月21日 - 25日、東京タワー タワーホールA1）- ハムレット 役

2013年
- IRONBANK PRESENTS「返り咲きリビングデッド」（1月18日 - 20日、恵比寿・エコー劇場）
- 東京アンテナコンテナ第12回本公演「サスライ7 彷徨人七人」〜起 サイカイ〜（10月1日 - 6日、中野ザ・ポケット）

2014年
- 舞台「泣いてたまるか!! いのちのしるし」（3月12日 - 16日、中野ザ・ポケット）
- PRIDE（8月13日 - 18日、両国・Air studio）

2015年
- 舞台「ハイリスク HighSchool 改訂版〜セミのメスは鳴かないぜ…夏」（7月15日 - 19日、吉祥寺シアター）- 高橋護 役
- 舞台「DIABOLIK LOVERS」（8月26日 - 30日、六行会ホール）- 逆巻シュウ 役
- 舞台「弱虫ペダル」IRREGULAR〜2つの頂上〜（10月8日 - 12日、日本特殊陶業市民会館 フォレストホール／10月22日 - 25日、TOKYO DOME CITY HALL／10月29日 - 11月3日、梅田芸術劇場 メインホール／11月7日 - 8日、キャナルシティ劇場）- 寒咲通司 役

2016年
- 神様はじめました THE MUSICAL♪2016（1月15日 - 21日、AiiA 2.5 Theater Tokyo）
- 4キャストふたり芝居「リバース☆ボーイ」（2月2日 - 11日、「劇」小劇場）
- 舞台「黒子のバスケ」THE ENCOUNTER（4月8日 - 24日、サンシャイン劇場）- 火神大我 役
- 歌劇「明治東亰恋伽〜朧月の黒き猫〜」（6月2日 - 12日、銀座 博品館劇場）- チャーリー 役
- 泪橋ディンドンバンド（8月10日 - 14日、銀座 博品館劇場）- 結城卓 役
- DIABOLIK LOVERS〜re:requiem〜（8月24日 - 28日、クラブeX）- 逆巻シュウ 役
- おそ松さん on STAGE 〜SIX MEN'S SHOW TIME〜（9月29日 - 10月3日、梅田芸術劇場 シアター・ドラマシティ／10月13日 - 23日、Zeppブルーシアター六本木）- 一松（F6） 役
- ミュージカル八犬伝―東方八犬異聞― 二章（11月23日 - 27日、全労済ホール スペースゼロ）- 犬阪毛野 役

2017年
- 舞台「おとめ妖怪ざくろ」（1月18日 - 25日、全労済ホール スペース・ゼロ）- 沢鷹 役
- メサイア -暁乃刻-（2月11日 - 19日、池袋サンシャイン劇場／2月25日 - 26日、森ノ宮ピロティホール）- Dr. TEN 役
- 中屋敷法仁リーディングドラマ「僕らが非情の大河を下る時-新宿薔薇戦争-」（3月16日 - 20日、本多劇場）- 兄 役
- 舞台「黒子のバスケ」OVER-DRIVE（6月22日 - 7月9日、AiiA 2.5 Theater Tokyo／7月13日 - 17日、森ノ宮ピロティホール）- 火神大我 役
- 王室教師ハイネ -THE MUSICAL-（9月7日 - 10日、Zeppブルーシアター六本木／9月16日 - 18日、森ノ宮ピロティホール）- カイ・フォン・グランツライヒ 役
- 泪橋ディンドンバンド2〜傷だらけの夕陽〜（11月4日 - 12日、銀座 博品館劇場）- 結城卓 役

2018年
- おそ松さん on STAGE 〜SIX MEN'S SHOW TIME 2〜（2月23日 - 26日、梅田芸術劇場 メインホール／3月1日 - 11日、TOKYO DOME CITY HALL）- 一松（F6） 役
- 舞台「黒子のバスケ」IGNITE-ZONE（4月6日 - 22日、サンシャイン劇場／5月1日 - 6日、森ノ宮ピロティホール／5月11日 - 13日／日本青年館ホール）- 火神大我 役
- リードワンプロモーションpresents 宮下貴浩×私オム「蛇の亜種」（6月6日 - 11日、シアターサンモール）- マムシ 役
- SOLID STAR プロデュースvol.14「信長の野暮」（7月11日 - 15日、六行会ホール）- 田中正樹 役
- 歌劇「明治東亰恋伽〜月虹の婚約者〜」（8月18日 - 19日、森ノ宮ピロティホール／8月25日 - 9月2日、シアター1010）- チャーリー（声の出演） 役
- 舞台「劇団シャイニング from うたの☆プリンスさまっ♪『ポラリス』」（9月13日 - 23日、AiiA 2.5 Theater Tokyo／10月5日 - 8日、梅田芸術劇場 シアター・ドラマシティ）- ヒロ・サニーライン 役
- 福澤重文・宮下貴浩×劇作家 第二回公演「実は素晴らしい家族ということを知ってほしい」（11月21日 - 28日、新宿シアターモリエール） - 金子幸太郎 役

2019年
- ミュージカル「封神演義-目覚めの刻-」（1月13日 - 20日、EXシアター六本木）- 楊戩 役
- オムイズムvol.2「園園〜そのその〜」（1月23日 日替わりゲスト、北沢タウンホール） - 松 役
- 泪橋ディンドンバンド3（2月13日 - 24日、銀座 博品館劇場） - 結城卓 役
- 王室教師ハイネ-THE MUSICAL II-（4月11日 - 14日、TOKYO DOME CITY HALL／4月27日 - 28日、神戸国際会館 こくさいホール）- カイ・フォン・グランツライヒ 役
- 舞台「黒子のバスケ」ULTIMATE-BLAZE（4月30日 - 5月1日、COOL JAPAN PARK OSAKA TTホール／5月4日 - 5日、刈谷市総合文化センター 大ホール／5月7日 - 13日、日本青年館ホール／5月18日 - 19日、福岡市民会館 大ホール）- 火神大我 役
- 宮下貴浩×私オムProduce「お部屋のお話」（5月29日 - 6月4日、シアターサンモール） - 新庄 役
- 舞台「銀牙 -流れ星 銀-」～絆編～（7月6日 - 15日／7月20日 - 21日） - ジョン 役
- Three Rage（8月15日 - 18日、CBGKシブゲキ!!） - 前崎京介 役
- THE BAMBI SHOW 3RD STAGE（10月25日 - 11月3日、CBGKシブゲキ!!）
- おそ松さん on STAGE 〜SIX MEN'S SHOW TIME 3〜（11月21日 - 24日、あましんアルカイックホール／11月28日 - 12月8日、舞浜アンフィシアター）- 一松（F6） 役

2020年
- Three Rage 2（5月3日 - 17日、赤坂RED THEATER） - 前崎京介 役（※公演中止）
- 炎炎ノ消防隊（7月31日 - 8月2日、梅田芸術劇場シアター・ドラマシティ／8月7日 - 9日、KT Zepp Yokohama）- フォイェン・リィ 役
- ミュージカル「封神演義-開戦の前奏曲-」（10月25日、品川プリンスホテル ステラボール） - 楊戩 役
- 宮下貴浩×私オムProduce vol.3「ぶきような嘘」（12月2日 - 8日、シアターサンモール） - 津島 役

2021年
- 地縛少年花子くん-The Musical-（1月22日 - 24日、COOL JAPAN PARK OSAKA TTホール／1月28日 - 31日、東京ドームシティ シアターGロッソ） - 土籠 役
- VIVID CONTACT -re:born-（2月24日 - 28日、ザ・ポケット）クラーク 役
- ガリレオ★CV「虚像の道化師～演技る～」（5月26日 ｰ 30日、シアターサンモール）駒井 役
- 舞台「盾の勇者の成り上がり」（7月15日 - 25日、シアターサンモール）北村元康 役
- 舞台「Paradox Live on Stage」（2021年9月9日 - 12日、品川ステラボール/9月16日 - 19日、梅田芸術劇場シアタードラマシティ） - 神林匋平 役 ※大阪公演中止
- 宮下貴浩×私オムProduce 安里勇哉10周年記念舞台「あれから」（10月30日 - 11月7日、シアターサンモール）相見大 役
- 「朗読活劇 信長を殺した男2021」（11月26日 - 28日、神田明神ホール）織田信長 役

2022年
- 怪盗探偵山猫 on Stage ～船上の狂想曲～（1月20日 - 1月30日、大手町三井ホール）鵜飼/オルカ 役
- 舞台「フルーツバスケット」（3月4日 - 13日、日本橋三井ホール）- 草摩紫呉 役
- 演劇集団Z-Lion 第12回公演「テーマ 我が家の家族」（5月18日 - 22日、俳優座劇場） -　泰江祥太郎役
- 舞台「『乙女ゲームの破滅フラグしかない悪役令嬢に転生してしまった…』THE STAGE」（6月30日 - 7月5日、サンシャイン劇場） - アラン・スティアート役
- 山本試験紙vol.1『㊀』（7月27日 - 31日、小劇場B1）（公演中止）
- 舞台「文豪とアルケミスト 嘆キ人ノ廻旋」（9月2日 - 11日、品川プリンスホテル ステラボール / 9月17日 - 19日、森ノ宮ピロティホール）- 久米正雄 役
- 宮下貴浩×私オムProduce「極端な人たち」（10月26日 - 11月3日、DDD青山クロスシアター）- 佐藤成喜 役
- プロペラ犬「僕だけが正常な世界」（12月16日 - 25日、東京芸術劇場シアターウエスト） - 夜 役

2023年
- 山本試験紙vol.1『㊀』（2023年2月1日 - 2月5日、小劇場B1）
- 舞台「Paradox Live on Stage Vol.2」（2023年3月9日 - 19日、品川ステラボール） - 神林匋平 役
- 宮下貴浩×私オムProduce「わかば自動車教習所で恋を学ぶ」（2023年3月30日 - 4月5日、シアターサンモール）- 佐原役
- 「1993-The Bang Bang Club-」（2023年7月21日 - 30日、俳優座劇場） - ピーター・マクラウド役
- 一騎打ちProject 舞台「蝉灯す」（2023年8月23日 - 29日、草月ホール） - 藤田 役
- 舞台「フルーツバスケット 2nd season」（2023年10月6日 - 15日、大手町三井ホール）- 草摩紫呉 役
- 2.5次元ナビ！シアターVol.2〜Show Must Go On〜（2023年11月8日 - 12日、シアター・アルファ東京）
- 白虎隊 ザ・アイドル（11月29日 - 12月3日、シアターサンモール）

2024年
- Action Stage「エリオスライジングヒーローズ」（3月7日 - 16日、シアター1010 / 3月23日・24日、京都劇場） - ディノ・アルバーニ 役
- 朗読劇「ROOM」（5月18日、こくみん共済 coop ホール/スペース・ゼロ）
- 宮下貴浩×私オムProduce「愚れノ群れ」（6月5日 - 12日、シアターサンモール） - 久寺孝雄 役
- 「天守物語」（8月22日 - 27日、東京芸術劇場シアターウエスト） - 図書之助 役
- 役替わり朗読劇「5years after」-ver.12-（9月1日 - 3日、新国立劇場 小劇場）
- 舞台「フルーツバスケット The Final」（10月18日 - 27日、ヒューリックホール東京） - 草摩紫呉 役
- コメディ朗読劇CONTELLING「とりあえずウーロン茶」（俳優編）（12月21日、よみうり大手町ホール）
- 朗読劇「カラフル」（11月8日 - 9日、CBGKシブゲキ）- ぼく 役

2025年
- 音楽劇『無人島に生きる十六人』（1月25日 - 2月2日、日本青年館ホール） - 父島ケレップ 役
- 舞台「文豪とアルケミスト 紡グ者ノ序曲」（5月1日 - 11日、IMM THEATER / 5月17日・18日、京都劇場） - 久米正雄 役
- 宮下貴浩×私オムProduce「霧」（6月4日 - 15日、シアターサンモール）
- 朗読劇「ROOM」2025（2025年7月2日・5日、シアターサンモール）
- Action Stage「エリオスライジングヒーローズ」-SUMMER FESTIAL-（8月7日 - 17日〈予定〉、シアターH / 8月23日・24日〈予定〉、SkyシアターMBS） - ディノ・アルバーニ 役
- act ACE presents #01 舞台「君に似合う花言葉」（11月6日 - 10日〈予定〉、CBGKシブゲキ!!）

### 映画
- ヴァンパイア・ストーリーズ（2011年）
- 非金属の夜 nonmetal night（2013年）
- ホットロード（2014年）
- メサイア外伝 -極夜 Polar night-（2017年6月17日公開）- Dr.TEN 役
  - メサイア -幻夜乃刻-（2018年）- Dr.TEN 役
- ギフテッド〜フリムンと乳売り女〜（2017年）
- 紅葉橋（2018年）- 北島将也 役
- BLOOD-CLUB DOLLS 1（2018年）- 助川 役
  - BLOOD-CLUB DOLLS 2（2020年）- 助川 役
- 三大怪獣グルメ （2020年）- 彦馬新次郎 役[45]

### ライブイベント
- おそ松さん on STAGE 関連- 一松（F6） 役
  - 「STAGE FES 2017-2018」（2017年12月31日、大宮ソニックシティ 大ホール）
  - スペシャルイベント「おそ松さん on STAGE ～SIX MEN'S FESTIVAL～」（2018年3月25日、パシフィコ横浜 国立大ホール）
  - F6 1st LIVEツアー「Satisfaction」（2018年8月11日、豊洲PIT／8月16日、舞浜アンフィシアター／8月19日、ミュージックタウン音市場／8月25日、大阪メルパルクホール）
  - 「STAGE FES 2018-2019」（2018年12月31日、大宮ソニックシティ 大ホール）
  - 「STAGE FES 2019-2020」（2019年12月31日、大宮ソニックシティ 大ホール）
  - F6 2nd LIVEツアー「FANTASTIC ECSTASY」（2020年2月22日 - 23日、幕張メッセ イベントホール／3月4日、大阪城ホール／3月14日、ミュージックタウン音市場／3月19日 - 20日、幕張メッセ イベントホール）
- Animelo Summer Live 2017 -THE CARD- 黒崎真音「VERMILLION」（2017年8月27日、さいたまスーパーアリーナ）- 土方歳三 役[46]
- Paradox Live on Stage THE LIVE ～BAE×The Cat's Whiskers～- 神林匋平 役
- STAGE FES 2022-2023（2022年12月31日、立川ステージガーデン） -神林匋平 役
- STAGE FES 2023-2024（2023年12月31日、立川ステージガーデン） -神林匋平 役

### ネット配信
- secret〜記憶の森〜（2017年） - 榊大翔 役
- 自粛配信ドラマ「粛粛と」（2020年） - 三喜久士 役
- Three Rage アナザーストーリー「Three Rage 1.5 -bond of the screen-」（2020年） - 前崎京介 役
- バーチャルシアターリーディング公演 「楽屋―鏡が観ているー」（2020年）- 俳優佐藤（女優A）、俳優中村（女優D） 役

### テレビドラマ
- 弱虫ペダル（2016年・2017年、BSスカパー!） - 寒咲通司 役[47]
- CODE1515（2020年5月10日 - 9月28日、BSフジ・フジテレビオンデマンド）- 麻月勇気 役[48]

### テレビバラエティ
- 爆報! THE フライデー（2019年10月4日、TBSテレビ）  - 再現VTR EXIT 兼近大樹 役
- 和田雅成と安里勇哉の男映えNINJA対決!〜僕たちリアクション芸人じゃないんですけど!?〜（2019年11月4日・12月1日 、TBSチャンネル2）
- 和田雅成と安里勇哉の男映えMATAGI対決!〜だから僕たちリアクション芸人じゃないんですけど!?〜（2020年3月28日・4月25日 、TBSチャンネル2）
- 和田雅成と安里勇哉の男映えKATANAKAJI対決!〜だーかーらー僕たちリアクション芸人じゃないんですけど!?〜（2020年10月24日・11月21日 、TBSチャンネル2）[49]

### テレビアニメ
- 王室教師ハイネ（2017年、カイ・フォン・グランツライヒ[50]）
- 魔法少女サイト（2018年、直戸圭介[51]、サイト管理人 壱）

### 劇場アニメ
- 劇場版 王室教師ハイネ（2019年、カイ・フォン・グランツライヒ[52]）

### ゲーム
- イケメン革命◆アリスと恋の魔法（2018年、ダム（ダリム＝トゥイードル）[53]）

### インターネット番組
- 八神蓮&安里勇哉のMエッグ!!（2011年10月2日 - 2012年6月30日、あっ!とおどろく放送局）
- 八神蓮&安里勇哉のオンパレード☆（2012年7月8日 - 12月23日、あっ!とおどろく放送局）※上記番組より改題
- 安里勇哉のあさと☆ちゃんぷる〜（2016年3月26日 - 、ニコニコチャンネル）
- bertorCHANNEL CODE1515 アフタートーク（2020年5月11日 - 9月28日、YouTube）

### その他
- Brilliant Star☆デコレーションズ 新年会「世界庭園の姫君達～ワールドロリータコレクション～」（2018年1月、椿山荘ホテル東京）- アサティー王子 役

## 作品

### キャラクターソング
| 発売日         | 商品名                                       | 歌                                                                                           | 楽曲 | 備考                                                        |
| -------------- | -------------------------------------------- | -------------------------------------------------------------------------------------------- | --- | ----------------------------------------------------------- |
| 2017年2月10日  | おそ松さん on STAGE 〜SIX MEN'S SONG TIME〜  | F6                                                                                           | 「WAKE UP! 〜SIX MEN'S SHOW TIME!!!!!!〜」 「六つ無情の数え歌」 「聖なるかな匣智裡紙」 「Forever 6ock You」  | 舞台『おそ松さん on STAGE 〜SIX MEN'S SHOW TIME〜』関連曲   |
| 2017年2月10日  | おそ松さん on STAGE 〜SIX MEN'S SONG TIME〜  | 松野家六兄弟×F6×トト子（酒井蘭）×イヤミ（村田充）×チビ太（Kimeru）×ハタ坊（原勇弥）          | 「SIX FAME FACES 〜舞台も最高!!!!!!ffffff!!!!〜」                                                            | 舞台『おそ松さん on STAGE 〜SIX MEN'S SHOW TIME〜』関連曲   |
| 2017年6月21日  | Prince Night〜どこにいたのさ!? MY PRINCESS〜 | P4 with T                                                                                    | 「Prince Night〜どこにいたのさ!? MY PRINCESS〜」                                                             | テレビアニメ『王室教師ハイネ』エンディングテーマ            |
| 2017年6月21日  | Prince Night〜どこにいたのさ!? MY PRINCESS〜 | P4 with T                                                                                    | 「Willkommen〜美しきこの王国で〜」                                                                           | テレビアニメ『王室教師ハイネ』関連曲                        |
| 2018年7月27日  | おそ松さん on STAGE 〜SIX MEN'S SONG TIME2〜 | F6                                                                                           | 「奥深き日本語」 「箱ティッシュサンバ」 「"F"→U GO! -Many Money Make You Happy-」 「Good Looks, Good Night」 | 舞台『おそ松さん on STAGE 〜SIX MEN'S SHOW TIME 2〜』関連曲 |
| 2018年7月27日  | おそ松さん on STAGE 〜SIX MEN'S SONG TIME2〜 | F6／トト子（出口亜梨沙）                                                                     | 「いつか夢でチャックメイト」                                                                                 | 舞台『おそ松さん on STAGE 〜SIX MEN'S SHOW TIME 2〜』関連曲 |
| 2018年7月27日  | おそ松さん on STAGE 〜SIX MEN'S SONG TIME2〜 | 松野家六兄弟／F6／イヤミ（窪寺昭）／チビ太（Kimeru）／ハタ坊（原勇弥）／トト子（出口亜梨沙） | 「SIX FAME FACES 〜舞台も最高!!!!!!ffffff!!!!!!」                                                            | 舞台『おそ松さん on STAGE 〜SIX MEN'S SHOW TIME 2〜』関連曲 |
| 2018年12月21日 | Satisfaction                                 | F6                                                                                           | 「Magic Night Satisfaction」 「ALL We MEET With LOVE」 「NO DARLING NO WIFE!」                               | F6 1st LIVEツアー「Satisfaction」関連曲                     |
| 2018年12月21日 | Satisfaction                                 | チョロ松 & 一松                                                                              | 「ビューティームーン・ミステリアス」                                                                         | F6 1st LIVEツアー「Satisfaction」関連曲                     |
| 2019年2月8日   | "友達 以上×敵 未満"                          | P4 with T                                                                                    | 「"友達 以上×敵 未満"」                                                                                      | 劇場アニメ『劇場版 王室教師ハイネ』エンディングテーマ       |
| 2019年2月8日   | "友達 以上×敵 未満"                          | P4 with T                                                                                    | 「"友達 以上×敵 未満" Remix」 「"友達 以上×敵 未満" Remix2」                                                 | 劇場アニメ『劇場版 王室教師ハイネ』関連曲                   |

### 映像作品

#### ライブ映像
|          | 発売日         | タイトル                  | 規格品番      | 規格品番      | オリコン 最高位（BD） | オリコン 最高位（DVD） |
| Blu-ray  | 発売日         | タイトル                  | DVD           |               | オリコン 最高位（BD） | オリコン 最高位（DVD） |
| -------- | -------------- | ------------------------- | ------------- | ------------- | --------------------- | ---------------------- |
| [ 注 2 ] | 2018年12月21日 | F6 LIVE TOUR SATISFACTION | EYXA-12065～6 | EYBA-12063～4 |                       |                        |

#### イメージビデオ
| 発売日        | タイトル | 規格品番 | メーカー           |
| ------------- | -------- | -------- | ------------------ |
| 2018年9月28日 | TABIATO  |          | 株式会社スクロール |

#### その他映像商品
- ハッピーレシピII 男子!チューボーに入ります!（2012年8月、アルバトロス）共演：浜尾京介、八神蓮、太田基裕、滝口幸広
- 和田雅成と安里勇哉の男映えKATANAKAJI対決! ～だーかーらー僕たちリアクション芸人じゃないんですけど!?～ 前編（2021年4月23日）
- 和田雅成と安里勇哉の男映えKATANAKAJI対決! ～だーかーらー僕たちリアクション芸人じゃないんですけど!?～ 後編（2021年5月14日）

## 出版

### 写真集
- hAppy（）
- 安里勇哉 10thメモリアルフォトブック LOCUS-軌跡-（2020年9月30日）

### カレンダー
- 安里勇哉 2017カレンダー（2016年）
- 安里勇哉 2018カレンダー（2017年）
- 安里勇哉 2019カレンダー（2018年）
- 安里勇哉 2020カレンダー (2019年)
- 安里勇哉 2021カレンダー (2020年)